# 370
Cette page concerne l'année 370  du calendrier julien. Pour l'année 370 av. J.-C., voir 370 av. J.-C. Pour le nombre 370, voir 370 (nombre).
L'année 370 est une année commune qui commence un vendredi.

## Événements
- Hiver 369–370 : les Perses prennent la forteresse d’Artogerassa, s'emparent du trésor royal et de la reine P'aranjem, veuve du roi Arsace II d’Arménie, ce qui incite l'empereur romain Valens à envoyer une armée en Arménie conduite par Arintheus (mars)[1].
- Février-mars ? : Valens signe avec le roi tervinge Athanaric un traité de paix sur un bateau au milieu du Danube, puis se rend à Constantinople[1].
- 9 avril : Valens est à Constantinople où il participe à la dédicace de l'église des Saints-Apôtres[2].
- Avril[3] : l'empereur Valens apprend la nouvelle de la mort du patriarche de Constantinople Eudoxe à Nicomédie, alors qu'il se rend à Antioche. Les évêques ariens désignent Démophile de Bérée, tandis que les orthodoxes élisent Évagre, consacré par l'évêque en exil Eustathe d'Antioche. Valens réagit en faisant exiler les deux évêques orthodoxes par ses soldats[4].
- 30 avril : Valens est à Antioche d'où il se rend aussitôt à Hiérapolis[3].
- 28 mai : loi de Valentinien, adressée au magister equitum Théodose l'Ancien, alors en poste en Rhétie, interdisant les mariages entre « provintiales » et « gentiles » (Romains et Barbares) sous peine de mort (370 ou 373)[5].
- Printemps :
  - Défection de Pap d'Arménie qui fait exécuter Cylaces et Arrabannes pour se concilier Shapur II. Les troupes d'Arintheus arrivent en Arménie pour prévenir une nouvelle attaque des Perses[1].
  - Incursion de pirates saxons en Gaule. Le comte Nannienus, blessé, appelle à l'aide le magister peditum Severus qui feint de négocier et les prend en embuscade à Deusone, dans le pays des Francs, selon Ammien Marcellin[2].
  - Valentinien conclut une alliance avec les Burgondes contre les Alamans de Macrianus, roi des Bucinobantes. Ils avancent sur le Rhin pour faire leur jonction avec les Romains, mais l'empereur, retenu à Trèves par la menace saxonne, ne vient pas au rendez-vous et ils se retirent. Basé en Rhétie, le magister equitum Théodose profite de l'occasion pour faire de nombreux prisonniers parmi les Alamans, qui sont installés comme tributarii dans la plaine du Pô[2].
- 14 juin : Basile le Grand est élu évêque de Césarée[6] (ou en septembre[2]). Il lutte contre l’arianisme de l’empereur Valens.
- Été : 
  - Ambassade de Shapur II auprès de Valens pour protester contre l’intervention romaine en Arménie ; sa requête est déclinée[1].
  - Sauromace II d'Ibérie est restauré sur son trône par le général romain Terentius à la tête de douze légions ; le Royaume d'Ibérie est divisé entre Sauromace et Aspacure, ce que Shapur II refuse[1].
- 30 octobre : Valens est de retour d'Antioche[3]. Il entre à Constantinople où sa présence est attesté le 16 janvier 371[1].

- En Chine du Nord le roi Fú Jiān, de la dynastie des Qin antérieurs, envahit le royaume Murong des Yan antérieurs[7].
- Début du règne du roi Dvancandra (v. 370-425), fondateur de la ville de Dhanyawadi (actuel état d'Arakan en Birmanie). Il est mentionné par une inscription datée de 729[8].
- À Rome, Maximin, préfet de l'annone, est chargé par Valentinien d'instruire les procès sénatoriaux à la place du préfet de Rome Olybrius, empêché par la maladie, au lieu du vicaire Aginatius, alors vice-préfet. Il réprime sorcellerie, adultère, empoisonnement et autres crimes commis par les aristocrates avec la rigueur habituellement réservée au crime de lèse-majesté. Avec son adjoint le notaire Leo le Pannonien, il généralise la torture et instaure un régime de terreur[2].

## Naissances en 370
- Alaric Ier, roi des Wisigoths.

## Décès en 370
- Eudoxe, patriarche de Constantinople.
- Lucifer de Cagliari (ou 371).
- Faltonia Betitia Proba, poétesse de la Rome antique. (° v. 322).